# 八戸平原
八戸平原（はちのへへいげん）とは、青森県八戸市、階上町、岩手県軽米町の3自治体を流れる新井田川流域と丘陵地帯。1960年代（昭和30年代）に八戸平原総合農地開拓事業構想が練られていた時、開発地域名のネーミングを当時の青森県県議会議員三浦道雄によって「八戸平原」と名付けられた。実際に八戸平原という地名は存在しない。

## 参考
- 第５部 盆地・島守 世増ダム（上）新井田の開田構想が発端 　新井田川漫歩 デーリー東北